# Ulrich Huber
Ulrich Huber (født 13. marts 1636 i Dokkum, død 8. november 1694 i Franeker), tillige kendt som Ulrik Huber og Ulricus Huber, var professor i retsvæsen ved Franeker Universitet og tillige politisk tænker.
Huber studerede ved universiteterne i Franeker, Utrecht og Heidelberg. Han begyndte i 1657 – i en meget ung alder – som professor i retorik og historie ved Universitetet i Franeker og fra 1665 som professor i retsvæsen. Fra 1679 til 1682 var han dommer i appelretten for Friesland og der efter atter professor i retsvæsen til sin død.
Huber skrev værket De jure civitatis libri tres, udgivet første gang i 1672 og siden i en revideret udgave i 1694. Huber anså krigsfangenskab, domfældelse, frivillig afståelse af sin frihed samt fødsel som barn af en kvindelig slave som gyldige grunde til slaveri. Værket regnes som et dokument over overgangstiden fra skolastik til et demokratisk retssystem, der hviler på menneskers frie vilje. Hubers anskuelser over folkesuveræniteten førte ham til en teori om indskrænket statsstyrelse vendt imod tidens absolutisme. Foruden dette værk blev han internationalt kendt for sine studier i romersk ret. I Nederland blev han tillige kendt for sit værk Heedensdaegse Rechtsgeleertheyt soo elders, als in Friesland gebruikelijk, udgivet 1686, genudgivet 1786. Heri gav han en komplet oversigt over retsvæsenet i Friesland på sin tid.
Huber regnes som den førende jurist i Friesland nogen sinde. Ved Universitetet i Groningen er et af institutterne ved juridisk fakultet opkaldt efter ham.

## Forfatterskab
- Digressiones Justinianeae, 1670
- Repetitae animadversiones ad ius in re et ad rem, 1675
- De iure civitatis, 1676
- Praelectiones iuris civilis, 1686ff.